# Amoroso (teatro)
L'amoroso e la controparte femminile amorosa sono, nel teatro comico, uno dei ruoli classici. Corrisponde ad una continuazione del ruolo dell'innamorato della commedia classica e poi della commedia dell'arte e goldoniana: primo amoroso, prima amorosa, parti che sopravvivono nel teatro dialettale, mentre nella commedia normale si sono trasformate in quelle di primo attore giovane e prima attrice giovane.